# Progetto dearMoon
Il progetto #dearMoon era una missione di turismo lunare e un progetto artistico ideato e finanziato dal miliardario giapponese Yūsaku Maezawa.  Il componente chiave era un volo privato che coinvolge Maezawa, vari artisti, e uno o due membri dell'equipaggio a bordo del veicolo Starship di SpaceX. Il razzo avrebbe dovuto percorrere una traiettoria circumlunare intorno alla Luna. Il progetto è stato svelato a settembre 2018 e il volo era in programma per non prima del 2023, tuttavia da allora è stato ritardato indefinitamente fino al completamento dello sviluppo di Starship.
L'obiettivo del progetto secondo Maezawa era avere da sei a otto artisti esperti viaggiare gratuitamente intorno alla Luna con lui in un tour di sei giorni. Maezawa si aspettava che l'esperienza del turismo spaziale potesse ispirare gli artisti per la creazione di nuove opere d'arte. Le opere sarebbero state esposte qualche tempo dopo il ritorno sulla Terra al fine di promuovere la pace nel mondo.
Nel 2017, Maezawa aveva già contrattato con SpaceX per un sorvolo lunare a bordo della capsula Dragon 2 lanciata dal Falcon Heavy, che avrebbe portato solo due passeggeri. A detta di un annuncio da parte di SpaceX all'inizio del 2018, il piano con il Falcon Heavy è stato accantonato in luce dello sviluppo di Starship.
Starship è attualmente in sviluppo. Il volo con equipaggio non avverrà fino a quando i sistemi non saranno stati messi alla prova sulla Terra e nello spazio.
Il 1 giugno 2024 il progetto è stato cancellato.

## Storia
Il 27 febbraio 2017, SpaceX ha dichiarato che era in programma il volo turistico di due passeggeri in una traiettoria circumlunare intorno alla Luna. I due turisti sarebbero stati il miliardario Yusaku Maezawa e un amico. La missione, che sarebbe stata lanciata alla fine del 2018 avrebbe dovuto usare la capsula Crew Dragon 2, già in sviluppo per il contratto per il Commercial Crew Program della NASA, lanciata con un razzo Falcon Heavy. Oltre ad essere una fonte di reddito per l'azienda, sarebbe servita, come qualsiasi missione, per sviluppare tecnologie adatte ai futuri piani di SpaceX di colonizzazione di Marte.
Al tempo dell'annuncio del 2017, la capsula Crew Dragon 2 era ancora in sviluppo e il Falcon Heavy non aveva ancora fatto voli. Gli analisti industriali hanno fatto notare il programma proposto da SpaceX sarebbe potuto essere troppo ambizioso, dato che la capsula avrebbe necessitato di modifiche per ovviare alle differenze di volo tra un volo lunare e il principale utilizzo della capsula, cioè portare l'equipaggio alla stazione spaziale orbitante la Terra.
Nel febbraio del 2018, SpaceX ha dichiarato di non avere più in programma di certificare il Falcon per il volo umano e che le missioni lunare sarebbero effettuate dal sistema Starship. In seguito, il 14 settembre 2018, SpaceX ha dichiarato che il passeggero precedentemente accordato sarebbe stato lanciato a bordo del BFR per sorvolare la Luna nel 2023. Starship avrà un volume pressurizzato di 1000 metri cubi, grandi aree comuni, magazzino centrale, una cambusa, e un rifugio da tempeste solari.
Il 6 febbraio 2019, il canale YouTube di #dearMoon caricò un video nel quale Maezawa discute del film First Man con il suo regista Damien Chazelle e l'attore protagonista Ryan Gosling; nel video, Maezawa invita ufficialmente Chazelle a unirsi a lui nel progetto #dearMoon, rendendolo il primo ad essere invitato pubblicamente. Chazelle rispose che deve pensarci e parlarne con sua moglie.

## Equipaggio

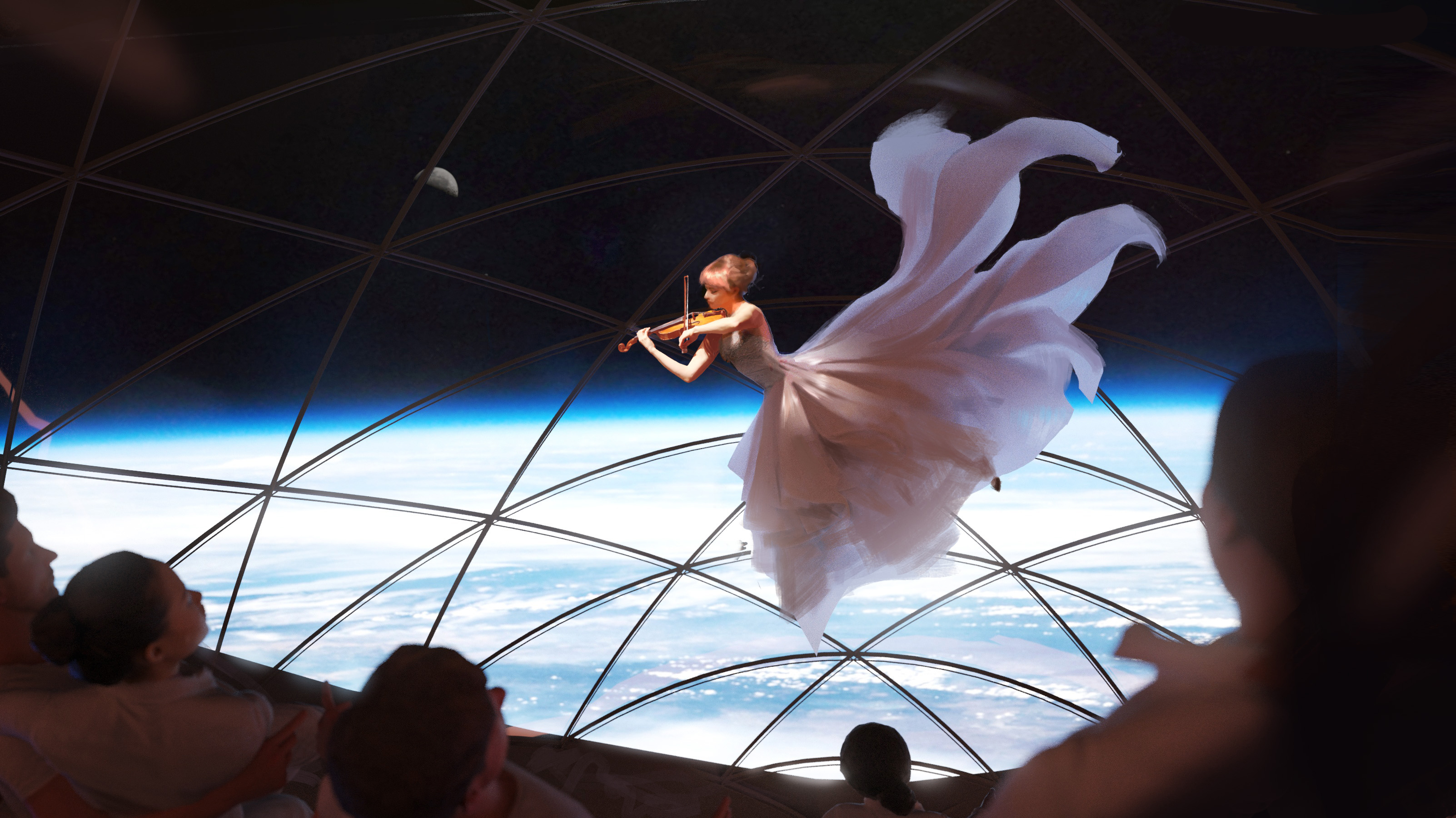
Rappresentazione artistica di un violinista che suona a gravità zero dentro Starship

Il 3 marzo 2021, Yusaku Maezawa ha annunciato che otto persone saranno selezionate per volare nel progetto deadMoon.
Il 16 luglio 2021 Yuzaku Maezawa ha caricato un video dove rivela che 1 milione di persone hanno partecipato al progetto, ma senza dare informazioni sulle 8 persone selezionate.
L'8 dicembre 2022 sono stati annunciati i partecipanti, e le due persone dell'equipaggio di riserva.. 
Maezawa si aspetta che il volo possa ispirare gli artisti a creare nuove opere, che saranno presentate dopo il ritorno sulla Terra. Maezawa spera che questo progetto aiuterà a promuovere la pace intorno al mondo.
| Ruolo      | Equipaggio                           | Equipaggio                           |
| ---------- | ------------------------------------ | ------------------------------------ |
| Comandante | Yusaku Maezawa Secondo volo          | Yusaku Maezawa Secondo volo          |
| Passeggero | Steve Aoki Primo volo                | Steve Aoki Primo volo                |
| Passeggero | Tim Dodd Primo volo                  | Tim Dodd Primo volo                  |
| Passeggero | Yemi A.D. Primo volo                 | Yemi A.D. Primo volo                 |
| Passeggero | Rhiannon Adam Primo volo             | Rhiannon Adam Primo volo             |
| Passeggero | Karim Iliya Primo volo               | Karim Iliya Primo volo               |
| Passeggero | Brendan Hall Primo volo              | Brendan Hall Primo volo              |
| Passeggero | Dev Joshi Primo volo                 | Dev Joshi Primo volo                 |
| Passeggero | [T.O.P.\|Choi Seung-hyun] Primo volo | [T.O.P.\|Choi Seung-hyun] Primo volo |

## Profilo della missione
Inizialmente proposta per essere lanciata nel 2023, la missione circumlunare doveva durare sei giorni. Nel 1970 Apollo 13 ha seguito una traiettoria simile intorno alla Luna, senza né entrare in orbita né allunare. Durante gli anni 2020, le missioni Artemis 1 e Artemis 2 della NASA voleranno in traiettorie simili; la seconda è in programma con equipaggio e sarà lanciata nel 2025.